# 공해전
공해전(公廨田) 또는 공해전시과(公廨田柴科)는 고려 시대와 조선 시대에 시행된 토지제도인 공해전시 제도에 따라 국가기관 내지 왕실·궁원(宮院)의 경비를 충당키 위하여 설정한 토지이다.

## 고려의 공해전
공해전시(公廨田柴)는 고려 때 국가의 공적(公的)인 기관에 경비 조달을 위해 분급(分給)된 전지(田地)와 시지(柴地)이다. 전시과 제도에 따라 지급하였으며, 공해전시과(公廨田柴科) 또는 공해전(公廨田)이라고도 불렀다.
중앙에서는 일반 관청을 비롯하여 장택(庄宅)·궁원(宮院)·능침(陵寢)·창고 등에 지급되었고, 지방에서는 성종 2년(983) 주(州)·부(附)·군(郡)·현(縣) 등 지방 행정 관청과 관(館)·역(驛)·향(鄕)·부 곡(部曲) 등 특수 행정 구역에 설정되었다. 공해전시의 수조(收租)는 해당 관청의 사무 경비와 관리들의 잡비, 소속 하인들의 보수에 충당되었다. 따라서 공해전시는 관청의 격(格)의 높고 낮음, 소속 인원의 많고 적음, 직무 성격에 따라서 각각 분급의 양(量)에 차이가 있었다.

## 조선의 공해전
조선 초는 고려의 제도를 대체로 답습하였으며 《경국대전》의 편찬 이전까지 약간 변동이 있었다. 1434년(세종 16년) 각 관청 소속의 공해전을 정리하여 그 수를 줄였고, 1444년(세종 26년)에는 공해전을 대폭 삭감하고 부족액을 관둔전(官屯田)으로 보충케 했다. 공해전에 해당하는 토지의 종류는 지전(紙田)·내수사전(內需司田)·공수전(公需田)·역전(驛田)·진전(鎭田)·마전(馬田) 등으로, 모두 관청에서 준 토지였다.

## 같이 보기
- 고려의 토지제도
- 조선의 토지제도